# Sozópolis (Pisidia)
Para la Sozópolis tracia, véase Sozopol

Diócesis pisidia.

Sozópolis (griego antiguo Σωζόπολις, latín Sozopolis) fue una ciudad de Pisidia (Anatolia) situada al norte de Termeso, en una llanura rodeada de montañas. Según algunos especialistas, correspondería a la moderna Souzou, al sur de Aglasoun o en Uluborlu, pero los sitios no han sido excavados y la identificación solo puede ser considerada provisional.
Durante la época seléucida, se llamaba Apolonia. Según la tradición, Severo de Antioquía era natural de esta ciudad. Fue una diócesis titular de la Iglesia católica. El icono de Theotokos era originario de Sozópolis, cuya festividad celebra la Iglesia ortodoxa el 3 de septiembre. 
Sozópolis envió a su obispo, y posiblemente a otros dos emisarios, al Concilio de Constantinopla de 381, y al de Éfeso de 431.
Se han encontrado en la zona fragmentos en griego de la Res Gestae Divi Augusti.